# Niviventer niviventer
Niviventer niviventer е вид бозайник от семейство Мишкови (Muridae).

## Разпространение
Видът е разпространен в Бутан, Индия и Непал.